# Campionato spagnolo di rugby a 15
Il campionato spagnolo di rugby a 15 (in spagnolo Campeonato de Liga National de Rugby) è la competizione nazionale per club che assegna annualmente il titolo di campione di Spagna nel rugby a 15.
Istituito ed organizzato nel 1952 dalla Federación Española de Rugby, la federazione nazionale, come Copa Presidente del Gobierno (letteralmente in italiano: “Coppa presidente del governo”) per le stagioni sportive 1952-53 e 1953-54, fu ripristinato dal 1969 col nome di Campeonato de Liga Nacional de Rugby fino al 1982 quando mutò nella denominazione attuale di División de Honor de Rugby (in italiano: Divisione d’onore di rugby).
Nel 1998 nacque anche la competizione cadetta del campionato nazionale (Primera Especial), nota già dalla stagione seguente come División de Honor B e la definizione definitiva del campionato spagnolo fra una prima divisione, la División de Honor, ed una seconda con sistemi di promozione e retrocessione fra esse.
Ad esclusione del periodo fra il 1978 e il 1982, il campionato spagnolo fu disputato con il formato del girone unico all'italiana fino al 2010-11; in particolare, per la prima volta nella stagione 1978-79 la competizione venne divisa in quattro gruppi (Nord, Centro, Levante e Sud) e per tale unica occasione ogni girone elesse quattro campioni di lega a pari merito mentre nei tre anni seguenti fu predisposta una fase finale fra le quattro formazioni prime classificate. Dalla stagione sportiva 2011-12 ad oggi, la formula prevede una prima fase a girone unico ed una successiva a play-off con, generalmente, quarti di finale, semifinale e finale per l'assegnazione del titolo.
Nel 2019-20 il campionato fu interrotto alla 17ª giornata di stagione regolare a causa della pandemia di COVID-19 nel Paese; il titolo venne assegnato al Valladolid, in quel momento primo al vertice della classifica generale.

## Albo d’oro
| Edizione  | Edizione  | Vincitore               |               |
| --------- | --------- | ----------------------- | ------------- |
| 1         | 1952-53   | Barcellona              |               |
| 2         | 1953-54   | Barcellona              |               |
| 1954-1969 | 1954-1969 | non disputato           | non disputato |
| 3         | 1969-70   | CA San Sebastián        |               |
| 4         | 1970-71   | Canoe                   |               |
| 5         | 1971-72   | Canoe                   |               |
| 6         | 1972-73   | Canoe                   |               |
| 7         | 1973-74   | Arquitectura            |               |
| 8         | 1974-75   | Arquitectura            |               |
| 9         | 1975-76   | Cisneros                |               |
| 10        | 1976-77   | Arquitectura            |               |
| 11        | 1977-78   | CA San Sebastián        |               |
| 12        | 1978-79   | CA San Sebastián (Nord) |               |
| 12        | 1978-79   | CAU Madrid (Centro)     |               |
| 12        | 1978-79   | RC Cornellà (Levante)   |               |
| 12        | 1978-79   | Amigos del Rugby (Sud)  |               |
| 13        | 1979-80   | CAU Madrid              |               |
| 14        | 1980-81   | Arquitectura            |               |
| 15        | 1981-82   | Arquitectura            |               |
| 16        | 1982-83   | Valencia                |               |

| Edizione | Edizione  | Vincitore    |
| -------- | --------- | ------------ |
| 17       | 1983-84   | Santboiana   |
| 18       | 1984-85   | Cisneros     |
| 19       | 1985-86   | Arquitectura |
| 20       | 1986-87   | Santboiana   |
| 21       | 1987-88   | Arquitectura |
| 22       | 1988-89   | Santboiana   |
| 23       | 1989-90   | Arquitectura |
| 24       | 1990-91   | El Salvador  |
| 25       | 1991-92   | Ciencias     |
| 26       | 1992-93   | Getxo        |
| 27       | 1993-94   | Ciencias     |
| 28       | 1994-95   | Arquitectura |
| 29       | 1995-96   | Santboiana   |
| 30       | 1996-97   | Santboiana   |
| 31       | 1997-98   | El Salvador  |
| 32       | 1998-99   | Valladolid   |
| 33       | 1999-2000 | Canoe        |
| 34       | 2000-01   | Valladolid   |
| 35       | 2001-02   | Alcobendas   |
| 36       | 2002-03   | El Salvador  |

| Edizione | Edizione | Vincitore   |
| -------- | -------- | ----------- |
| 37       | 2003-04  | El Salvador |
| 38       | 2004-05  | Santboiana  |
| 39       | 2005-06  | Santboiana  |
| 40       | 2006-07  | El Salvador |
| 41       | 2007-08  | El Salvador |
| 42       | 2008-09  | CRC Pozuelo |
| 43       | 2009-10  | El Salvador |
| 44       | 2010-11  | La Vila     |
| 45       | 2011-12  | Valladolid  |
| 46       | 2012-13  | Valladolid  |
| 47       | 2013-14  | Valladolid  |
| 48       | 2014-15  | Valladolid  |
| 49       | 2015-16  | El Salvador |
| 50       | 2016-17  | Valladolid  |
| 51       | 2017-18  | Valladolid  |
| 52       | 2018-19  | Valladolid  |
| 53       | 2019-20  | Valladolid  |
| 54       | 2020-21  | Valladolid  |
| 55       | 2021-22  | Santboiana  |

### Vittorie per club
| Club             | Vittorie | Edizioni                                                                                          |
| ---------------- | -------- | ------------------------------------------------------------------------------------------------- |
| Valladolid       | 11       | 1998-99, 2000-01, 2011-12, 2012-13, 2013-14, 2014-15, 2016-17, 2017-18, 2018-19, 2019-20, 2020-21 |
| Arquitectura     | 9        | 1973-74, 1974-75, 1976-77, 1980-81, 1981-82, 1985-86, 1987-88, 1989-90, 1994-95                   |
| El Salvador      | 8        | 1990-91, 1997-98, 2002-03, 2003-04, 2006-07, 2007-08, 2009-10, 2015-16                            |
| Santboiana       | 8        | 1983-84, 1986-87, 1988-89, 1995-96, 1996-97, 2004-05, 2005-06, 2021-22                            |
| CRC Pozuelo      | 5        | 1970-71, 1971-72, 1972-73, 1999-2000, 2008-09                                                     |
| CA San Sebastián | 3        | 1969-70, 1977-78, 1978-79                                                                         |
| Ciencias         | 2        | 1991-92, 1993-94                                                                                  |
| Cisneros         | 2        | 1975-76, 1984-85                                                                                  |
| CAU Madrid       | 2        | 1975-76, 1984-85                                                                                  |
| Barcellona       | 2        | 1975-76, 1984-85                                                                                  |
| La Vila          | 1        | 2010-11                                                                                           |
| Alcobendas       | 1        | 2001-02                                                                                           |
| Getxo            | 1        | 1992-93                                                                                           |
| Valencia         | 1        | 1982-83                                                                                           |
| Amigos del Rugby | 1        | 1992-93                                                                                           |
| RC Cornellà      | 1        | 1982-83                                                                                           |

### Vittorie per federazione regionale
| Federazione regionale          | Vittorie |
| ------------------------------ | -------- |
| Federazione madrilena          | 19       |
| Federazione castiglianoleonese | 18       |
| Federazione catalana           | 10       |
| Federazione basca              | 4        |
| Federazione andalusa           | 3        |
| Federazione valenciana         | 2        |